# Rewa (huyện)
Huyện Rewa là một huyện thuộc bang Madhya Pradesh, Ấn Độ. Thủ phủ huyện Rewa đóng ở Rewa. Huyện Rewa có diện tích 6314 ki lô mét vuông. Đến thời điểm năm 2001, huyện Rewa có dân số 1972333 người.